# Нова норма
«Нова норма» (англ. The New Normal) — американський комедійний телесеріал, створений Раяном Мерфі та Еллісон Адлер для телеканалу NBC. Прем'єра серіалу відбулась 10 вересня 2012 року.
2 жовтня 2012 року NBC замовив повний сезон серіалу.

## Сюжет
Браян та Девід — щаслива гей-пара з успішними кар'єрами. Єдине чого їм не вистачає в стосунах — дитина. Вони зустрічають Ґолді (мати-одиначка, що виховує доньку Шенайю), яка погоджується стати для них сурогатною матір'ю.

## Актори
- Ендрю Реннелс — Браян Колінз
- Джастін Барта — Девід Сойер
- Джорджія Кінґ — Ґолді Клеммонс
- Еллен Баркін — Джейн Форест
- Беб Вудс — Шенайя Клеммонс
- НіНі Лікс — Рокі Роудс
- Джейсон Блер — Клей Клеммонс

## Запрошені актори
- Джон Стамос — Брайс
- Марк Консуелос — Кріс
- Метт Бомер — Монті
- Джекі Гофман — Френсіс Сойер
- Баррі Боствік — Марті Сойер
- Ґвінет Пелтроу — Еббі

## Список серій
| № | Назва                                                | Режисер(и)     | Сценарист(и)                 | Дата виходу       | Глядачі(США) (млн) |
| --- | ---------------------------------------------------- | -------------- | ---------------------------- | ----------------- | ------------------ |
| 1 | «Pilot» «Пілотний епізод»                            | Раян Мерфі     | Раян Мерфі & Еллі Адлер      | 10 вересня 2012   | 6,88               |
| Девід та Браян - щаслива гей-пара, яка живе у Лос-Анджелесі. У них є все про що тільки можна мріяти. Єдине, чого вони хочуть - дитина. Після декількох невдач, у пошуках сурогатної матері, у їхньому житті з'являється Ґолді, мати-одиначка з Огайо, яка хоче почати нове життя у Каліфорнії разом зі своєю восьмирічною донькою. Ґолді погоджується стати сурогатною матір'ю і щастю Девіда та Браяна немає меж...Доки за Ґолді не приїжджає її бабуся Джейн, аби забрати її та Шенайю назад в Огайо. |                                                      |                |                              |                   |                    |
| 2 | «Sofa's Choice» «Вибір дивана»                       | Раян Мерфі     | Раян Мерфі & Еллі Адлер      | 11 вересня 2012   | 6,96               |
| Шенайя починає видавати себе за Маленьку Едді з Сірих садів, що дуже веселить Браяна. Рішення Девіда та Браяна відпочити у місті, як вони це робили замолоду, виявилось невдалим. Джейн намагається повернути Ґолді в Огайо за допомогою її колишнього чоловіка Клея. |                                                      |                |                              |                   |                    |
| 3 | «Baby Clothes» «Дитячий одяг»                        | Райян Мерфі    | Раян Мерфі                   | 18 вересня 2012   | 6,08               |
| Девід наполягає на тому, аби вони не поспішали з дитячими речами, проте Браян не може встояти перед чудесним дитячим вбранням. Під час поїздки в магазин Браян та Девід стикаються з людьми, котрі вкрай вороже ставляться до двох чоловіків, що хочуть мати дитину. Шенайя одягає до школи одну з дитячих речей і справи стають занадто інтимними з хлопчиком зі свого класу. |                                                      |                |                              |                   |                    |
| 4 | «Obama Mama» «Обама Мама»                            | Скотт Елліс    | Еллі Адлер                   | 25 вересня 2012   | 5,09               |
| Шенайя в захваті від вдаваних виборів, що проводяться в школі і з гордістю розповідає Девіду та Браяну, що на відміну від своєї матері, голосуватиме за Барака Обаму. Джейн звинувачує Девіда та Браяна в агітації своєї правнучки в голосуванні за демократів, а вони шоковані тим, що Ґолді буде підтримувати республіканців, як і її бабуся. Браян та Девід, за допомогою званого обіду, хочуть показати Джейн, що вони мають різноманітну групу друзів. |                                                      |                |                              |                   |                    |
| 5 | «Nanagasm» «Нанагазм»                                | Міґель Артета  | Адам Барр                    | 2 жовтня 2012     | 4,50               |
| Девід вирішує розповісти своїй матері про дитину. Джейн зустрічає молодого чоловіка в барі готелю і переживає незнайомі до того відчуття під час сексу в її кімнаті. Джейн настільки стурбована, що вона консультується у Девіда. Шенайя стурбована тим, що її батько може отримати на дею опіку... |                                                      |                |                              |                   |                    |
| 6 | «Bryanzilla» «Браянзілла»                            | Раян Мерфі     | Марк Кунерт                  | 9 жовтня 2012     | 4,86               |
| Шенайя оголошує, що вона "вдавано заручена" з хлопчиком зі свого класу. Браян у захваті від оголошення і готує весілля своєї мрії для Шенайї. Ґолді повністю підтримує рішення дочки, але Джейн категорично проти, бо вважає, що весілля не річ для ігор. Девід починає розуміти наскільки важливими є для Браяна весілля та шлюб. |                                                      |                |                              |                   |                    |
| 7 | «The Godparent Trap» «Полювання на хресних»          | Міґель Артета  | Майк Скаллі                  | 23 жовтня 2012    | 4,33               |
| Браян починає думати про те, що для нього значить релігія, адже він виховувався як католик. Коли Рокі пояснює, що для неї означає бути хресною її племінниці, Девід та Браян вирішують знайти когось, хто міг би стати духовним наставником для їхньої дитини. Браян йде до церкви і має дивовижну розмову з отцем Майклом. |                                                      |                |                              |                   |                    |
| 8 | «Unplugged» «Без ґаджетів»                           | Макс Вінклер   | Аарон Лі                     | 13 листопада 2012 | 4,66               |
| Ґолді вважає, що вони проводить більше часу зі своїми ґаджетами, аніж разом з сім'єю. Вона пропонує провести вихідні без будь-яких технологій. Шенайя сприймає пропозицію надто серйозно і починає поводитись як паломник. Рокі створює для Джейн акаунт в мережі Twitter. Джейн викладає в мережу відео, яке Браян хотів показати Девіду в день весілля. |                                                      |                |                              |                   |                    |
| 9 | «Pardon Me» «Пробачте»                               | Макс Вінклер   | Моше Кашер                   | 20 листопада 2012 | 4,29               |
| Цей День подяки, сім'я вирішує провести в стилі "для дівчат та геїв", зокрема тільки Браян, Девід, Ґолді, Шенайя та Рокі. Хоча це здається хорошою ідеєю, Девід розповідає матері про ідею і змушений запросити її. Шенайя пропонує кожному запросити свою сім'ю, але все йде не так як планувалось. Браян і Шенайя їдуть за індичкою. Шенайя засмучена, дізнавшись, що живу індичку вбивають коли її хтось купує і переконує Браяна купити їх всіх, аби врятувати, а День подяки зробити вегетеріанським. Коли Джейн дізнається про вегетаріанську їжу, вона вирішує взяти справу в свої руки і вбити одну з індичок Шенайї. Девід застає своїх розлучених батьків в гостьовому будиночку, а Клінт б'ється з Клеєм через Ґолді. Зрештою, всіх відправили додому, а День подяки таки пройшов у стилі "для дівчат та геїв". |                                                      |                |                              |                   |                    |
| 10 | «The XY Factor» «XY фактор»                          | Елоді Кін      | Ерін Фостер                  | 27 листопада 2012 | 4,04               |
| Браян і Девід випадково дізнаються стать дитини. Шенайя виступає на батьківських зборах в образі Шер і цим нагадує Ґолді про її мрії. Шенайю тимчасово відсторонюють від навчання. |                                                      |                |                              |                   |                    |
| 11 | «Baby Proofing» «Безпека дитини»                     | Макс Вінклер   | Роберт Саддат                | 4 грудня 2012     | 4,55               |
| Девід наймає Карлі, щоб зробити будинок більш безпечним для дитини, але замість того щоб створювати почуття безпеки, вона ставить клин між ним і Браяном, змушуючи їх сперечатися. Між тим, в процесі прикрашання ялинки і святкової атмосфери, виявляється, що гоголь-моголь робить Джейн незвичайно хорошою людиною. Пізніше Браян та Джейн йдуть на вечірку у Голлівуді, в будинку Ненсі Найлс, зіркового ріелтора. |                                                      |                |                              |                   |                    |
| 12 | «The Goldie Rush» «Гонитва за Ґолді»                 | Елоді Кін      | Раян Мерфі                   | 8 січня 2013      | 3,23               |
| Девід та Браян, вирішили, що вони хотіли б, щоб Ґолді стала для них сурогатною матір'ю ще раз, після народження дитини. В місто повертається екс-бойфренд Браяна Монті і починає завдавати неприємностей. |                                                      |                |                              |                   |                    |
| 13 | «Stay-at-Home Dad» «Домашній тато»                   | Бредлі Буекер  | Еллі Адлер                   | 15 січня 2013     | 3,33               |
| Браян та Девід починають сперечатися про те, хто доглядатиме сина вдома, коли він народиться. В той час Рокі замінює Браяна на роботі. |                                                      |                |                              |                   |                    |
| 14 | «Gaydar» «Гейдар»                                    | Елоді Кін      | Адам Барр                    | 22 січня 2013     | 3,28               |
| Джейн та Рокі зацікавлюються чоловіками, яких вони зустріли на роботі. Вони заручаються допомогою Шенайї, Девіда та Браяна в організації "гей-тесту", який повинен визначити орієнтацію чоловіків. Між тим, Браян та Девід сперечаються про те, яке вбрання має одягти їхній син для фото з нагоди хрещення. |                                                      |                |                              |                   |                    |
| 15 | «Dairy Queen» «Молочна королева»                     | Бредлі Буекер  | Марк Кунерт                  | 29 січня 2013     | 3,08               |
| Браян та Девід запитують Ґолді, чи годуватиме вона майбутню дитину грудьми і вона з радістю погоджується. Шенайя засмучується, дізнавшись, що Ґолді не годувала її грудьми. Після відчайдушної спроби змусити Брайса запросити її на побачення, Джейн заручається підтримкою Рокі. |                                                      |                |                              |                   |                    |
| 16 | «Dog Children» «Цуценя»                              | Венді Стензлер | Майк Скаллі                  | 19 лютого 2013    | 2,80               |
| Девід та Браян вирішують завести цуценя, щоб підготуватися до проблем, які може створити немовля, коли народиться. Цуценя терміново забирають у лікарню. Ґолді закохується в директора школи Шенайї, який викликав її тому, що Шенайя поводиться як люди з різних британських шоу. |                                                      |                |                              |                   |                    |
| 17 | «Rocky Bye Baby» «Колискова Рокі»                    | Періс Берклей  | Карей Дорнетто               | 26 лютого 2013    | 2,62               |
| Рокі влаштовує дитячу вечірку для Девіда та Браяна. Джейн не може обрати подарунок. Пара вирішує віддати всі отримані подарунки в дитячий будинок. Після відвідин дитячого будинку Девід з Браяном та Рокі задумуються над усиновленням дитини. |                                                      |                |                              |                   |                    |
| 18 | «Para-New Normal Activity» «Парановонормальне явище» | Барр Стірс     | Карей Дорнетто               | 5 березня 2013    | 2,44               |
| Це Хеллоуїн, і Браян відразу ж бере на себе відповідальність, розповідаючи всім, що одягти. Але всі вже втомилися від пропозицій Браяна, тому беруть все у свої руки. |                                                      |                |                              |                   |                    |
| 19 | «Blood, Sweat and Fears» «Кров, піт та страхи»       | Елоді Кін      | Аарон Лі                     | 19 березня 2013   | Буде оголошено     |
| 20 | «About a Boy Scout» «Про бойскаутів»                 | Скотт Елліс    | Марк Кунерт & Карей Дорнетто | 26 березня 2013   | Буде оголошено     |
| 21 | «Finding Name-O» «Обираючи ім'я»                     | Буде визначено | Буде визначено               | 2 квітня 2013     | Буде оголошено     |
| 22 | «The Big Day» «Великий день»                         | Буде визначено | Буде визначено               | 2 квітня 2013     | Буде оголошено     |